# Patellapis fisheri
Patellapis fisheri är en biart som beskrevs av Gregory B. Pauly 2001. Patellapis fisheri ingår i släktet Patellapis och familjen vägbin. Inga underarter finns listade i Catalogue of Life.